# Music to Watch Boys to
"Music to Watch Boys to" é uma canção gravada pela cantora e compositora americana Lana Del Rey para o seu quarto álbum de estúdio, Honeymoon. A composição foi realizada pela própria musicista com o auxílio de Rick Nowels, os quais também se encarregaram de sua produção juntamente com Kieron Menzies. Um dos primeiros temas revelados pela cantora para o disco, foi gravada entre o final de 2014 e o início de 2015 no estúdio The Green Building, em Santa Mônica, na Califórnia. Musicalmente, é uma canção de andamento moderado e estilo barroco pop, e cuja instrumentação é concretizada por tambor, congas, flauta e oboé.
Lançada como o segundo single do disco através da gravadora Universal Music, a obra foi transmitida pela primeira vez em 9 de setembro de 2015 no programa de rádio Beats 1, da Apple Music. Dias depois, foi disponibilizada na iTunes Store de vários países, como Alemanha, o Estados Unidos e França. O seu vídeo musical correspondente estreou na plataforma Vevo em 30 do mesmo mês. Na gravação, a artista aparece a ouvir música enquanto observa rapazes a jogar basquete, bem como com garotas sorridentes a rodopiar na água.

## Lançamento
Del Rey mencionou a canção pela primeira vez no início de 2015, em uma entrevista concedida ao periódico estadunidense Los Angeles Times, na qual revelou o título da obra e comentou: "O título refere-se a um visual de sombras de homens passando, os olhos de uma menina e seu rosto. Eu definitivamente posso ver coisas". Seis meses depois, Jake Mast, um dos modelos que participou de seu vídeo musical, revelou por meio de fotografias dos bastidores da gravação publicadas em seu perfil no Twitter o possível mês em que o material seria lançado, porém, o fato não se concretizou. Em 9 de setembro, no entanto, Del Rey revelou em seu perfil no Instagram a arte de capa do material. Registrada por Chuck Grant, irmã da artista, a imagem exibe o título da canção em vibrantes tons cor de rosa, enquanto o nome da intérprete é visto abaixo do título da canção, ao centro, e é estilizado de cor branca e letra maiúscula.
Nesse mesmo dia, a faixa estreou oficialmente no programa de Zane Lowe, na Beats 1, da Apple Music, enquanto o seu áudio oficial publicado na plataforma de vídeos Vevo no dia seguinte. O tema foi disponibilizado para comercialização somente em 11 do mesmo mês, em lojas internacionais e virtuais, como Amazon.com e iTunes Store, como o segundo single do disco — sucedendo "High by the Beach".

## Faixas e formatos
| Download digital |                          |         |  |
| N.º              | Título                   | Duração |  |
| 1.               | "Music to Watch Boys to" | 4:50    |  |

## Créditos
Lista-se abaixo os profissionais envolvidos na elaboração de "Music to Watch Boys to":
- Lana Del Rey: vocal principal, composição, produção
- Kieron Menzies: produção, sampler, bateria, percussão
- Rick Nowels: produção, composição, engenharia musical, sintetizador, piano, guitarra elétrica
- Chris Garcia: engenharia musical
- Patrick Warren: flauta, oboé, fagote, clarinete, instrumentos de cordas
- Trevor Yasuda: efeitos sonoros, engenharia musical
- Curt Bisquera: bateria ao vivo
- Brian Griffin: congas
- Roger Joseph Manning Jr.: contrabaixo, omnichord

## Desempenho nas tabelas musicais

### Posições
| Tabela musical                                         | Melhor posição |
| ------------------------------------------------------ | -------------- |
| Eslováquia (IFPI República Eslovaca)                   | 80             |
| França (Syndicat National de l'Édition Phonographique) | 117            |

## Histórico de lançamento
| País           | Data                   | Formato          | Gravadora       |
| -------------- | ---------------------- | ---------------- | --------------- |
| Alemanha       | 11 de setembro de 2015 | Download digital | Vertigo/Capitol |
| Espanha        | 11 de setembro de 2015 | Download digital | Universal       |
| Estados Unidos | 11 de setembro de 2015 | Download digital | Interscope      |
| França         | 11 de setembro de 2015 | Download digital | Polydor         |
| Itália         | 11 de setembro de 2015 | Download digital | Polydor         |
| Reino Unido    | 11 de setembro de 2015 | Download digital | Polydor         |